# جيري موراليس
جيري موراليس (بالإنجليزية: Jerry Morales)‏ هو لاعب كرة قاعدة أمريكي، ولد في 18 فبراير 1949 في Yabucoa, Puerto Rico ‏ في الولايات المتحدة.

## وصلات خارجية
- جيري موراليس على موقعبيزبول رفرنس.كوم (الدوري الرئيسي) (الإنجليزية)
- جيري موراليس على موقعبيزبول رفرنس.كوم (الدوري الثانوي) (الإنجليزية)
- جيري موراليس على موقع مشجعي الرسوم البيانية (الإنجليزية)